# ريتشارد بيرسون (ممثل مسرحي)
ريتشارد بيرسون (بالإنجليزية: Richard Pearson)‏ (و. 1918 – 2011 م) هو ممثل مسرحي، وممثل أفلام، وممثل تلفزي من المملكة المتحدة، وويلز، توفي في ناحية هيلينغدون في لندن، عن عمر يناهز 93 عاماً.

## التعليم
تعلم في Monmouth School ‏
.

## وصلات خارجية
- ريتشارد بيرسون على موقع IMDb (الإنجليزية)
- ريتشارد بيرسون على موقع ميوزك برينز (الإنجليزية)
- ريتشارد بيرسون على موقع قاعدة بيانات الفيلم (الإنجليزية)

- ريتشارد بيرسون في قاعدة بيانات الأفلام على الإنترنت